# Nothin' to Lose
Nothin To Lose är en låt av KISS från bandets första debutalbum Kiss från 1974. Låten är helt skriven av Gene Simmons och har ett känt riff i början.
Låtens handling har länge varit ett mysterium men Gene Simmons erkände i KISS Behind The Make Up att låten handlar helt och hållet om analsex. Det kan tydligt höras i textrader som I tought about the backdoor. På låten gör Peter Criss debut som solosångare när han svarar i refrängen. 

## Liveframträdanden
- Kiss Tour (1974)
- Hotter Than Hell Tour (1974)
- Dressed To Kill Tour (1975)
- Alive! Tour (1975-76)
- Destroyer Tour (1976)
- Rock And Roll Over Tour (1976)
- Convention Tour (1995) (Eric Singer på sång)
- Psycho Circus Tour (1998) (endast på en spelning)
- Kiss Alive/35 World Tour